# Trischistognatha palindialis
Trischistognatha palindialis är en fjärilsart som beskrevs av Achille Guenée 1854. Trischistognatha palindialis ingår i släktet Trischistognatha och familjen Crambidae. Inga underarter finns listade i Catalogue of Life.